# آرایش نبرد
رزم‌آرایی  — شناسایی و جمع‌آوری اطلاعات و توانمندی و ساختار فرماندهی و امکانات جابه‌جایی نفرات و واحدها و تجهیزات نیروی نظامی.
در استفاده مدرن، آرایش نبرد (انگلیسی: Order of battle) یک نیروی نظامی شرکت کننده در یک عملیات نظامی یا کمپین، سلسله‌مراتب فرماندهی، ساختار فرماندهی، قدرت، وضعیت پرسنل و تجهیزات واحدها و تشکیلات نیروهای مسلح را نشان می‌دهد.